# Viquipèdia en cebuà
La Viquipèdia en cebuà (en cebuà: Wikipedya sa Sinugboanon) és l'edició en cebuà de la Viquipèdia. Conté actualment 6.013.847 articles, la majoria dels quals han estat creats pel programa automatitzat Lsjbot. A data del gener de 2019, la Viquipèdia en cebuà és la segona edició més gran de la viquipèdia en nombre d'articles, darrere de l'anglesa i per davant de la sueca.
La viquipèdia en cebuà, Ang Gawasnong Ensiklopedya, va ser proposada per Bentong Isles a principis del 2005 i no va començar fins al 22 de juny del mateix any. A data del febrer de 2013, era l'edició de la viquipèdia més gran, quant a nombre d'articles, en llengua filipina, més gran que l'edició en waray-waray i l'edició en tagàlog. Al juliol de 2014, la Viquipèdia en cebuà va assolir 1 milió d'articles. Actualment, té 6.013.847 articles.